# Dasychira fusca
Dasychira fusca är en fjärilsart som beskrevs av Walker 1855. Dasychira fusca ingår i släktet Dasychira och familjen tofsspinnare. Inga underarter finns listade i Catalogue of Life.